# Шалон (графство)
Графство Шалон (фр. Chalon sur Saône) — средневековое бургундское феодальное образование, столицей которого был город Шалон-сюр-Сон.

## История

### Образование графства
Первый известный граф Шалона — Адалард (ум. около 763 года). Обычно его считают сыном Хильдебранда I, (ок.682—751), графа в Бургундии и сеньора Перраси. Он получил Шалон в 733 году. Адалард активно участвовал в борьбе Пипина Короткого против герцога Аквитании, но погиб в борьбе с графом Оверни Шелпингом.

### Шалон в составе Бургундского маркграфства
Следующий известный граф — Гверин (Варин) II (ум. в 853 году). Он был очень заметной фигурой в Бургундии, объединив в своих руках несколько бургундских графств. Он принимал активное участие в борьбе между императором Людовиком Благочестивым с сыновьями. Вначале он был сторонником Лотаря I, именно Гверин увёз в 830 году в ссылку в Пуатье императрицу Юдифь. После раздела 831 года его влияние в Бургундии значительно выросло. Но в 834 году Гверин перешёл на сторону императора, защищая город Шалон от армии Лотаря. Но несмотря на это город был захвачен и опустошён. Лотарь пощадил Гверина, но обязал его принести присягу верности.
В 835 году Гверин назван графом Шалона. В 835/840 годах он отсутствовал в Бургундии, находясь в Лионе, Вьенне, Тулузе. В Хронике в 840/842 годах он упоминается с как маркграф («герцог») Бургундии («dux Burgundiae potentissimus») и Тулузы («dux Tolosanus»). В это время он распространил своё влияние до Роны и Готии.
После смерти императора Людовика в 840 году Гверин переходит на сторону Карла Лысого, присягнув ему на верность в Орлеане. В 841 году он участвовал в битве при Фонтенуа в армии Карла Лысого и Людовика Немецкого против императора Лотаря. За это он после подписания Верденского договора в 843 году получил графства Отён, Осон и Десмуа, что вместе с уже имеющимися у него графствами Макон, Шануа и Мермонтуа делает его самым могущественным феодалом в Бургундии. С этого момента Гверин становится маркграфом или маркизом Бургундии.
В 850 году Гверин послал своего старшего сына Изембарта в Готию против Гильома, сына Бернарда Септиманского, восставшего против Карла. Изембарт попал в плен, но вскоре ему удалось бежать. Собрав большие силы, он захватил Гильома, который вскоре был казнён по приказу короля.
После смерти Гверина его владения переходят к Изембарту (815—858), но о его правлении практически ничего не известно. Вскоре после марта 858 года ему наследует Онфруа (Гумфред) (ум. после 876 года), а король Карл дарует Гумфриду титул маркиза Бургундии. В 862 году близкий родственник Гумфрида, регент Прованса Жерар был обвинён в мятеже против короля, но Карл не дал этому обвинению ход. Но в апреле 863 года Гумфрид захватил Тулузу у маркиза Раймунда I. Король направил войска в Бургундию и захватил владения Гумфрида, раздав их, а сам Гумфрид бежал сначала в Италию, а потом в Швабию.

### Графы Экхард, Бозон и Адемар
После раздачи владений Онфруа Шалон достался Экхарду (810—877). Он происходил из боковой линии Каролингов, идущей от брата Карла Мартела Хильдебранда I. Экхард был сыном Хильдебранда III, графа Отёна, унаследовав семейное владение Перраси в 836 году. В 840—859 годах он владел бургундским графством Морвуа, но после того, как он восстал в 858 году, был лишён владений. И вот в 863 году он получил Шалон. Но граф Шалона уже не был правителем Бургундии, деля власть в ней с графом Отёна. В 870 году Экхард получил ещё графство Макон и южную часть Отёнуа. Возможно именно в это время из Отёна были выделены Шароле и Брионне, после чего Шароле вошло в состав Шалонского графство. При этом большая часть Шароле уже была во владении Экхарда (сеньория Перраси — его родовое владение).
В 877 году Шалон вошёл в состав владений Бозона (850—887), который в 879 году объявил себя королём Нижней Бургундии (Прованса) и Шалон был в составе других графств включён в состав королевства. Но в 880 году против него выступил брат, Ричард Заступник. В результате чего Бозон лишился ряда бургундских графств, в том числе и Шалон, графом которого стал Адемар (ум. после 901 года). Происхождение Адемара довольно запутано. Судя по всему он был родственником Робертинов — его предком мог быть Гверин (ум. в 772 году), граф в Тургау. Но в 887 году на посту графа Шалона его сменил Манасия I де Вержи.

### Графство Шалон под управление дома Вержи
Возможно Манасия I Старый получил Шалон из-за того, что он женился на дочери Бозона. Кроме того, он получил ещё несколько бургундских графств. Он был сторонником Ричарда Заступника, поддерживая его во всем. В 893 году король Франции Эд прибывает в Шалон, чтобы помириться с Ричардом, но тот сохраняет нейтралитет, поскольку поддерживает Карла Простого. В 894 году Ричард поддержал Манасию, захватившего епископа Лангра Тибо (он оспаривал выбор брата Манасии, Валдо, епископом Отёна). В 895 году Манасия поддержал Ричарда в противостоянии с архиепископом Санса Готье.
Также Манассия поддерживает Ричарда в борьбе против норманов, которые опустошали Бургундию. В 898 году он участвовал в битве при Сен-Флорентине против норманов, а в 911 году — в битве при Шартре, где бургундская армия разбила Роллона. Конец своей жизни Манасия провёл в замке Вержи.
После смерти Манасии его владения были разделены между сыновьями. Старший, Вало (ум. 924) унаследовал Шалон, Жильбер (ум. 956) получил графство Авалон, Манасия II Младший (ум. 936), получил графства Осон и Дижона, а также Вержи. Младший сын Эрве (ум. после 920) стал епископом Отёна. После смерти Вало в 924 году Шалон переходит к Жильберу. Он женился на дочери Ричарда Заступника, что укрепило его связи с бургундским герцогским домом, хотя в 931/932 годах у него и вышел конфликт с королём Раулем, в результате чего Жильбер потерял замок Авалон. При этом Жильбер оставался верным вассалом герцога Гуго Чёрного. После смерти бездетного Гуго Бургундия переходит Жильберу. Но у него не было сыновей, поэтому ещё при жизни Жильбер передал все права на герцогство Гуго Великому, который женил на старшей дочери Жильбера, Лиегарде, своего второго сына Оттона, который в итоге унаследовал после смерти Жильбера в 956 году Бургундию. Вторая дочь, Аделаида, вышла замуж за Ламберта, младшего сына Роберта, виконта Дижона. По решению короля Лотаря Шалон унаследовал Ламберт, хотя на Шалон претендовал также Роберт де Вермандуа, граф Мо, женатый на младшей дочери Жильбера, Адели/Верре. В итоге Роберту досталось графство Труа.

### Графы Ламберт и Гуго I
Граф Ламберт (ок.930—979) в 968 году был вынужден отражать нападение герцога Аквитании Гильома IV, который попытался захватить Шароле. Но благодаря поддержке Жоффруа I, сеньора Сеймур-эн-Брионнэ, Ламберт смог разбить аквитанскую армию в Шалмуа и сохранить южную границу своего графства по Луаре. Также Ламберт известен своей поддержкой клюнийского движения. Поскольку аббат Клюни Майоль находился с Ламбертом в дружеских отношениях, во время правления последнего в Шалоне многие монастыри приняли клюнийский устав.
После смерти Ламберта графство унаследовал его сын Гуго I (972—1039). В 987 году в графство проникли венгры, разорив несколько аббатств. Кроме того, они частично сожгли город. В марте 999 года Гуго был выбран епископом Осера, что было подтверждено герцогом Бургундии Эдом-Генрихом. Это назначение не помешало ему сохранить права светского графа Шалона, попеременно выполняя обязанности солдата и священника. Также, как и отец, Гуго поддерживал клюнийское движение, передав в подчинение Клюни монастырь Парей в мае 999 года.
Гуго поддерживал дружеские отношения с королём Робертом II. После прекращения династии герцогов Бургундии он поддержал права Роберта на герцогство в 1002—1017 годах против притязаний других бургундских феодалов. В это же время он создал 3 баронии на территории Шалона, в том числе Донзи, которую он передал своему племяннику Жоффруа. В 1024 году Гуго возглавлял вместе с королём Робертом большую ассамблею архиепископов, епископов, аббатов и графов в Эри-эн-Осерруа.
В 1027 году Гуго присутствовал в Реймсе на коронации сына короля Роберта — Генриха. В том же году он выступил против сына графа Бургундии Отто-Гильома — Рено, который вторгся в Шароле. В результате Рено был разбит и попал в плен. Но в защиту Рено выступил его тесть, герцог Нормандии Ричард, который опустошил графство, после чего Рено был отпущен. Позже Гуго предпринял поездку сначала в Рим, а в 1034/1035 годах — в Палестину. Умер он в Осере в 1039 году.

### Графство Шалон под управление дома Семюр-ан-Брионне
После смерти Гуго I графство Шалон перешло к Тибо де Семюр (ок. 990—1065), сыну Жоффруа I, сеньора де Семюр-ан-Брионне и Матильды (Маго) де Шалон, сестры Гуго I. Из этого рода вышло много духовных лиц. Племянник Тибо, Гуго де Семюр, был аббатом Клюни, другой Гуго был епископом Осера, Рено — архиепископом Лиона.
В 1056 году в Шалоне проходит церковный собор под предводительством папского легата Гильдебранда и в присутствии аббата Клюни Гуго де Семюр. На нём епископ Шалона Гюи был обвинён в симонии и, несмотря на защиту графа Тибо, признан виновным и смещён с поста. В августе 1063 года состоялся ещё один собор. Его целью было разобрать жалобу клюнийских монахов на притеснения со стороны епископа Макона.
После смерти Тибо ему наследовал сын Гуго II (ок. 1022—1079). Правил он недолго. В 1073 году в Шалоне прошёл ещё один церковный собор. В 1078 году Гуго отправился в паломничество в Сен-Жак де Компостелл, но по возвращении во Францию умер. Вдова Гуго, дочь герцога Бургундии Роберта I Констанция вскоре вышла замуж за короля Кастилии и Леона Альфонсо VI.
Поскольку Гуго II не оставил детей, то права на Шалон предъявили сыновья двух его сестёр (сын Аделаиды Ги де Тьер и сын Эрменгарды Гумберт де Бурбон-Ланси), а также двоюродный брат Гуго, Жоффруа II де Донзи. Регентшей до разрешения спора стала единственная живая сестра Гуго, Аделаида. Гумберт в итоге отказался от графства, а Жоффруа и Ги договорились о том, что графство останется неделимым, а оба претендента будут носить титул графа де Шалон.
Жоффруа II де Донзи (ок. 1040—1097) в 1096 году принял участие в Крестовом походе. Для того, чтобы раздобыть средства для участия в походе, он продал свою часть Шалона брату Саварику де Вержи, который, в свою очередь, занял деньги под половину своего приобретения у епископа Готье де Куше. Поскольку деньги он не вернул, то епископы Шалона взяли себе титул графа Шалона. Наследники же Саварика продали свою четверть графства герцогу Бургундии Гуго II.

### Графство Шалон под управление дома Тьер
Также, как и Жоффруа де Донзи, Ги I де Тьер (ок. 1050—1113) участвовал в Первом Крестовом походе. Вернувшись во Францию, он остаётся единственным правителем графства. После смерти Ги ему наследует сын, Гильом I (ок. 1075—1168). Он участвовал в создании аббатства Ла-Ферте, ставшем одной из опор ордена цистерцианцев.
Позже Гильом вместе с графом Макона Жераром I выступил против аббатства Клюни. Они захватили замок Лурдон, принадлежащий аббатству, само аббатство было разграблено. В 1166 году король Людовик VII по просьбе аббата Этьена вмешался, отправившись во главе армии в Бургундию, чтобы восстановить порядок в графствах Шалон и Макон. Гильом укрылся в горах Сен-Висент. Он опустошил Брионнэ, Парай, Марсиньи и Семур. В итоге король конфисковал графство и передал его под управление герцога Бургундии. Гильом умер в изгнании в 1168 году.
После смерти отца его сын Гильом II (ок. 1120—1202), принимавший участие в войне на стороне отца, решил попросить прощения у короля. Он отправился с матерью Беатрисой в Везелей, где король даровал ему обратно графство Шалон. Но часть графства, права на которую в своё время продали наследники Саварика де Вержи, осталась в руках герцога Бургундии. Позже он женился на дочери императора Фридриха Барбароссы. В 1180 году он опять вступил в борьбу с аббатством Клюни, поддерживая своего зятя. По призыву аббата Клюни в эту борьбу вмешался король Филипп II Август, который вынудил заключить Гильома соглашение с аббатством в замке Лурдон.
В 1186 году Гильом выдал свою наследницу Беатрис за графа Осона Этьена III. А в 1190 году вместе с герцогом Бургундии Гуго III отправился в Третий Крестовый поход. Регентом графства Шалон он оставляет свою дочь. После возвращения из Палестины в 1192 году он отрёкся от престола в пользу дочери Беатрис и окончил жизнь монахом в Клюни. Умер он в 1202 году.
Правление Беатрис (1174—1227) считается одним из самых счастливых периодов в истории графства. В это время Шалон оправляется от последствий беспорядков. В 1200 году она развелась с мужем.

### Жан I Мудрый и исчезновение графства
После смерти Беатрис Шалон переходит под управление её сына, Жана I Мудрого (1190—1267), ставшего последним правителем графства. Ещё до получения инвеституры на графство Жан был вынужден улаживать конфликт с аббатством Клюни. В 1232 году он усмирил бунт мясников в Шалоне, даровав право на продажу мяса в городе всем, кто это хочет делать. За свои взвешенные решения в политике он заслужил прозвище Мудрый.
В 1237 году, чтобы контролировать политику графа Бургундии Оттона II Меранского, Жан обменял свои наследственные графства Шалон и Осон на сеньорию Сален и ряд других владений своему племяннику, герцогу Бургундии Гуго IV. В результате Шалон и Осон вошли в состав герцогства.
Жан сохранил фамилию своей матери — Шалон. Его потомки были графами Бургундии, Осера, Тоннера, сеньорами Шалон-Арлей, а позже — принцами Оранскими и графами Шалон-Осер.